# Canton de Plombières-les-Bains
Le canton de Plombières-les-Bains était, jusqu'aux élections départementales de 2015,  une division administrative française, située dans le département des Vosges et la région Lorraine.

## Composition
| Nom                              | Code Insee | Intercommunalité                       | Superficie (km2) | Population (dernière pop. légale) | Densité (hab./km2) |
| -------------------------------- | ---------- | -------------------------------------- | ---------------- | --------------------------------- | ------------------ |
| Plombières-les-Bains (chef-lieu) | 88351      | CC de la Porte des Vosges Méridionales | 27,20            | 1 745 (2014)                      | 64                 |
| Bellefontaine                    | 88048      | CA d'Épinal                            | 39,11            | 1 009 (2014)                      | 26                 |
| Girmont-Val-d'Ajol               | 88205      | CC de la Porte des Vosges Méridionales | 16,67            | 241 (2014)                        | 14                 |
| Le Val-d'Ajol                    | 88487      | CC de la Porte des Vosges Méridionales | 73,33            | 3 922 (2014)                      | 53                 |

## Histoire
La commune de Plombières-les-Bains est une station touristique et une ville d'eau qui attire des curistes de France et d'ailleurs. Les sources d'eau chaude sont utilisées depuis l'époque romaine et ont été remises en valeur sous le règne de Napoléon III.

## Représentation

### Conseillers généraux de 1833 à 2015
| Période           | Identité                                       | Parti                | Fonction                                 | Qualité |
| ----------------- | ---------------------------------------------- | -------------------- | ---------------------------------------- | --- |
| 1833-1839         | Jean Husson                                    |                      |                                          | Maître de forges Maire de Plombières-les-Bains (1815-1834) |
| 1839-1848         | Nicolas Durand                                 |                      |                                          | Notaire Maire de Plombières-les-Bains (1934-1835 et 1839-1843) Conseiller d'arrondissement |
| 1848-1852         | Melchior Febvrel                               | Conservateur         | Président du conseil général (1848-1849) | Maître de forges Maire de Jarménil (1867-1870) Agriculteur et propriétaire à Saint-Nabord Député (1849-1852)                                                                                                |
| 1852-1864 (décès) | Joseph Fleurot (1823-1864, fils d'Amé Fleurot) |                      |                                          | Teinturier Maire du Val-d'Ajol (1857-1865) |
| 1864-1871         | Léopold Turck                                  |                      |                                          | Médecin Député (1848-1849) Préfet des Vosges (février-mars 1848) |
| 1871-1877         | Alexandre Liétard                              | Républicain          |                                          | Médecin Maire de Plombières-les-Bains (1869-1892 et 1898-1900) |
| 1877-1895         | Louis Remy                                     | Droite               |                                          | Négociant Maire du Val-d'Ajol |
| 1895-1907         | Édouard Georges                                | Républicain          |                                          | Manufacturier Maire du Val-d'Ajol |
| 1907-1937         | Maurice Flayelle                               | Nationaliste URD     | Président du conseil général (1934-1937) | Avocat, Président du conseil d'administration des Eaux de Vittel Député (1904-1926), Sénateur (1926-1938) Propriétaire à Saint-Nabord                                                                       |
| 1937-1940         | Marcel Deschaseaux                             | PSF                  |                                          | Hôtelier Maire de Plombières-les-Bains (1924-1945), conseiller d'arrondissement Député (1939-1940) Membre de la Commission administrative départementale (1941-1943) Nommé conseiller départemental en 1943 |
|                   |                                                |                      |                                          | |
| 1945-1964         | Jean-Marie Gury                                | DVD puis RS puis UNR |                                          | Médecin Maire (1945-1947) puis Premier adjoint (1953-1965) de Plombières-les-Bains |
| 1964-1970         | Amaury de Buyer Marquis de Mimeure (1900-1974) | DVD                  |                                          | Industriel Maire du Val-d'Ajol (1947-1970) |
| 1970-1976         | Robert Claude                                  | DVD                  |                                          | Huissier Maire de Plombières-les-Bains (1965-1977) |
| 1976-1984         | André Antoine décédé en cours de mandat        | RPR                  |                                          | Médecin Premier adjoint au Maire du Val-d'Ajol (1983-1984) |
| 1984-1989         | Gérard Grivet                                  | RPR                  |                                          | Cadre d'entreprise Maire de Plombières-les-Bains (1983-1989) |
| 1989-2015         | Philippe Faivre                                | RPR puis UMP         | Vice-président                           | Notaire Ancien Maire du Val-d'Ajol (1983-2008) Elu en 2015 dans le Canton du Val-d'Ajol |

### Conseillers d'arrondissement (de 1833 à 1940)
Le canton de Plombières avait deux conseillers d'arrondissement jusqu'en 1926.
Il appartenait à l'arrondissement de Remiremont jusqu'à sa disparition en 1926.
| Période                                  | Période      | Identité                    | Étiquette                    | Qualité |
| ---------------------------------------- | ------------ | --------------------------- | ---------------------------- | --- |
| 1833                                     | 1839         | Nicolas Durand (1791-1858)  |                              | Notaire à Plombières (maire de 1834 à 1835 et de 1839 à 1843)                                               |
| 1833                                     | 1842         | Amé Fleurot (1795-1876)     |                              | Cultivateur, ostéologiste, propriétaire au Val-d'Ajol                                                       |
| 1839                                     | 1848         | Léopold Turck (1797-1887)   |                              | Médecin à Plombières                                                                                        |
| 1842                                     | 1848         | M. Deschaseaux              |                              | Propriétaire à Bellefontaine                                                                                |
|                                          |              |                             |                              | |
| 1889                                     | 1897 (décès) | Édouard Parisot (1829-1897) | Bonapartiste                 | Banquier à Plombières                                                                                       |
| av.1894                                  |              | Paul Bernardin              |                              | Suppléant du juge de paix                                                                                   |
| 1898                                     | 1904         | Paul Gentilhomme            |                              | Suppléant du juge de paix, propriétaire à Plombières                                                        |
|                                          |              |                             |                              | |
| 1919                                     | 1931         | Émile Balandier             |                              | Ancien maire du Val-d'Ajol                                                                                  |
| 1919                                     | 1926         | M. Pelthier                 |                              | Docteur en médecine, maire de Plombières                                                                    |
| 1931                                     | 1940         | Auguste Vincent             | Union nationale républicaine | Maire de Girmont                                                                                            |
| 1934                                     | 1937         | Marcel Deschaseaux          | Droite                       | Hôtelier, maire de Plombières (1924-1945)                                                                   |
| 1940                                     |              |                             |                              | Les conseils d'arrondissement ont été suspendus par la loi du 12 octobre 1940 et n'ont jamais été réactivés |
| Les données manquantes sont à compléter. |              |                             |                              | |

## Démographie
| 1962   | 1968  | 1975  | 1982  | 1990  | 1999  | 2006  | 2011  | 2012  |
| ------ | ----- | ----- | ----- | ----- | ----- | ----- | ----- | ----- |
| 10 452 | 9 834 | 9 242 | 8 669 | 8 120 | 7 487 | 7 282 | 7 110 | 7 080 |